# 艾爾頓 (愛荷華州)
愛爾頓（英語：Ireton）是一個位於美國愛荷華州蘇縣的城市。

## 地理
愛爾頓的座標為42°38′27″N 96°19′04″W / 42.64083°N 96.31778°W，而該地的平均海拔高度為434米（即1424英尺）。

## 人口
根據2010年美國人口普查的數據，愛爾頓的面積為2.62平方千米，當中陸地面積為2.62平方千米，而水域面積為0.00平方千米。當地共有人口609人，而人口密度為每平方千米232人。